# Zaliny
Zaliny (dříve též Zalině nebo Zalíně) jsou malá vesnice, část městyse Ledenice v okrese České Budějovice v Jihočeském kraji. Nachází se asi tři kilometry severně od Ledenic. Zaliny jsou také název katastrálního území o rozloze 4,37 km².

## Historie
První písemná zmínka o vesnici pochází z roku 1367.

## Obyvatelstvo
| Rok            | 1869 | 1880 | 1890 | 1900 | 1910 | 1921 | 1930 | 1950 | 1961 | 1970 | 1980 | 1991 | 2001 | 2011 | 2021 |
| -------------- | ---- | ---- | ---- | ---- | ---- | ---- | ---- | ---- | ---- | ---- | ---- | ---- | ---- | ---- | ---- |
| Počet obyvatel | 193  | 175  | 159  | 157  | 177  | 177  | 176  | 136  | 137  | 121  | 94   | 90   | 77   | 92   | 114  |
| Počet domů     | 28   | 28   | 28   | 27   | 28   | 29   | 33   | 37   | 32   | 31   | 31   | 38   | 38   | 42   | 40   |

## Obecní správa
Při sčítání lidu v letech 1850–1868 Zaliny byly osadou obce Zvíkov v okrese Budějovice. V letech 1868–1943 bylo samostatnou obcí v okrese České Budějovice (v letech 1850–1910 Budějovice). V letech 1943–1945 byly znovu osadou obce Zvíkov, ale v letech 1945–1964 byly uváděny znovu jako obec, se kterým patřily nejprve do okresu České Budějovice, ale v roce 1950 v okrese České Budějovice-okolí a od roku 1960 opět v okrese České Budějovice. Od 14. června 1964 do 30. června 1985 byly částí obce Kaliště v okrese České Budějovice. Od 1. července 1985 jsou částí městyse Ledenice v okrese České Budějovice.

## Pamětihodnosti
- Hraniční kámen – mezník
- Usedlost čp. 25